# Resorcinoldiglycidylether
Resorcinoldiglycidylether is een organische verbinding met als brutoformule C12H14O4. Het is een vaste stof met een kenmerkende geur. De molecule bestaat uit een benzeenring, waaraan via een etherfunctie 2 glycidylgroepen hangen. Door de aanwezigheid van de benzeenring is de stof ook een aromatische verbinding.

## Toxicologie en veiligheid
De stof kan waarschijnlijk ontplofbare peroxiden vormen. De stof ontleedt bij verbranding met vorming van giftige gassen en dampen en reageert met sterk oxiderende stoffen.
Resorcinoldiglycidylether is irriterend voor de ogen, de huid en de luchtwegen. Ze kan effecten hebben op het centraal zenuwstelsel, met als gevolg een verminderd bewustzijn. Herhaald of langdurig contact kan de huid gevoelig maken. Resorcinoldiglycidylether is mogelijk kankerverwekkend bij de mens.